# ボルジア 欲望の系譜
『ボルジア 欲望の系譜』（ボルジア よくぼうのけいふ、原題：Borgia）は、フランスとドイツの共同制作による歴史テレビドラマ。シーズン1は、2011年7月10日から同年10月7日までにイタリアのSky Italiaで初放送されており、シーズン2は、2013年3月18日からCanal+で初放送、最終シーズンとなるシーズン3が、2014年9月15日からCanal+で初放送されている。シーズン1、シーズン2共に全12話。シーズン3のみ全14話。各話約60分。R-15指定。
中世ヨーロッパを舞台にして、イタリア・ルネサンス期を支配したボルジア家を描く物語である。2011年に本作と同じ題材のテレビドラマ『ボルジア家 愛と欲望の教皇一族』（The Borgias）も制作される。
日本ではIMAGICA BSが2012年6月3日から8月28日まで放送した後、2013年7月3日にDVDがリリースされたが、シーズン2で打ち切りとなり、シーズン3は放送およびソフト化共にされていない。

## 登場人物
ロドリーゴ・ボルジア（Rodrigo Borgia）
演 - ジョン・ドーマン
アレクサンデル6世。ボルジア家の当主。
チェーザレ・ボルジア（Cesare Borgia）
演 - マーク・ライダー
ロドリーゴの息子。権力欲と残虐性を持つ青年。
ルクレツィア・ボルジア（Lucrezia Borgia）
演 - イゾルデ・ディシャウク
チェーザレの妹である。
ホアン・ボルジア（Juan Borgia）
演 - スタンリー・ウェバー（日本語吹き替え：中村和正）
チェーザレの兄である。
ヴァノッツァ・カタネイ（Vannozza Catanei）
演 - アスンプタ・セルナ
ロドリーゴの元愛人で、チェーザレらの母。
アドリアーナ・デ・ミラ（Adriana de Mila）
演 - アンドレア・サヴァツキー
ジュリア・ファルネーゼ（Giulia Farnese）
演 - マルタ・ガスティーニ
ロドリーゴの現愛人。

## スタッフ
- 監督：オリヴァー・ヒルシュビーゲル、クリストフ・スクルーイ
- 製作総指揮：トム・フォンタナ、バリー・レヴィンソン
- 脚本：トム・フォンタナ
- プロダクションデザイン：ステファノ・マリア・オルトラーニ、ベルント・レペル
- 衣装デザイン：セルジョ・バッロ

## 各話リスト
| 放送話 | タイトル                              | イタリア初放送日 | 日本初放送日  |
| ------ | ------------------------------------- | ---------------- | ------------- |
| 第1話  | 1492 1492年                           | 2011年7月10日    | 2012年6月3日  |
| 第2話  | Ondata di calore 5つの死              | 2011年7月10日    | 2012年6月19日 |
| 第3話  | A Sacred Vow 神との契約               | 2011年9月9日     | 2012年6月26日 |
| 第4話  | Wisdom of the Holy Spirit 新教皇誕生  | 2011年9月9日     | 2012年7月2日  |
| 第5話  | The Bonds of Matrimony 婚姻の絆       | 2011年9月16日    | 2012年7月14日 |
| 第6話  | Legitimacy 正統な血                   | 2011年9月16日    | 2012年7月17日 |
| 第7話  | Maneuvers 策略                        | 2011年9月23日    | 2012年7月24日 |
| 第8話  | Prelude to an Apocalypse 終末への序幕 | 2011年9月23日    | 2012年7月31日 |
| 第9話  | The Invasion of Rome ローマ侵略       | 2011年9月30日    | 2012年8月7日  |
| 第10話 | Miracles 奇跡                         | 2011年9月30日    | 2012年8月14日 |
| 第11話 | God's Monster 神の怪物                | 2011年10月7日    | 2012年8月21日 |
| 第12話 | The Serpent Rises 毒蛇の台頭          | 2011年10月7日    | 2012年8月28日 |

## 日本での放送局
| 放送局     | 放送期間                         | 放送曜日 時間   |
| ---------- | -------------------------------- | --------------- |
| IMAGICA BS | 2012年6月3日 - 8月28日（初放送） | 火曜日 23:00 〜 |

## 関連作品
- ボルジア家 愛と欲望の教皇一族